# Holcocephala coriacea
Holcocephala coriacea là một loài ruồi trong họ Asilidae. Holcocephala coriacea được Wiedemann miêu tả năm 1821.